# Liste der Naturdenkmale in Borna

Wappen von Borna

Lage von Borna

In der Liste der Naturdenkmale in Borna werden die Einzel-Naturdenkmale, Geotope und Flächennaturdenkmale in der Gemeinde Borna im Landkreis Leipzig und ihren Ortsteilen Eula, Gestewitz, Haubitz, Kesselshain, Neukirchen-Wyhra, Thräna und Zedtlitz aufgeführt.
Bisher sind laut der angegebenen Quellen 7 Einzel-Naturdenkmal, 0 Geotope und 8 Flächennaturdenkmale bekannt und hier aufgelistet.
Die Angaben der Liste basieren auf Daten der Bekanntmachungs-Seite des Landkreises und den Daten auf dem Geoportal des Landkreises Leipzig.

## Definition
„Gesetz über Naturschutz und Landschaftspflege (BNatSchG), § 28 Naturdenkmäler:
 Naturdenkmäler sind rechtsverbindlich festgesetzte Einzelschöpfungen der Natur oder entsprechende Flächen bis zu fünf Hektar, deren besonderer Schutz erforderlich ist
1. aus wissenschaftlichen, naturgeschichtlichen oder landeskundlichen Gründen oder
2. wegen ihrer Seltenheit, Eigenart oder Schönheit.“

„SächsNatSchG, § 18 Naturdenkmäler (zu § 28 BNatSchG):
1. Die Erklärung nach § 22 Abs. 1 BNatSchG von Teilen von Natur und Landschaft als Naturdenkmal erfolgt durch Rechtsverordnung oder Einzelanordnung.
2. Über § 28 Abs. 1 BNatSchG hinaus können Naturdenkmäler zur Sicherung von Lebensgemeinschaften oder Lebensstätten von im Bestand gefährdeten oder streng geschützten Arten festgesetzt werden.“

## Legende
- Bild: zeigt ein vorhandenes Foto des Naturdenkmals.
- ND/GEO/FND-Nr: zeigt die jeweilige Nr. des Objekts – ND (Einzel-)Naturdenkmal, GEO Geotope oder FND (Flächen-Naturdenkmal)
- Beschreibung: beschreibt das Objekt näher
- Koordinaten: zeigt die Lage auf der Karte
- Quelle: Link zur Referenzquelle

## (Einzel-)Naturdenkmale (ND)
| Bild           | ND-Nr. | Ortsteil | Alter | Beschreibung                                                                | Koordinaten                                        | Quellen                       |
| -------------- | ------ | -------- | ----- | --------------------------------------------------------------------------- | -------------------------------------------------- | ----------------------------- |
| Weitere Bilder | ND 05  | Borna    | unb.  | Kiefer an der Sachsenallee, nördlich Emmauskirche in Borna                  | 51° 7′ 32″ N, 12° 29′ 49″ O (Flurstück-Nr. 266)    | SG Naturschutz: VO 2013-09-03 |
| Weitere Bilder | ND 06  | Eula     | unb.  | westliche Eiche an der Eula, nördlich Kesselshain, östlich Staatsstraße 242 | 51° 8′ 52″ N, 12° 30′ 40″ O (Flurstück-Nr. 296/2)  | SG Naturschutz: VO 2020-07-15 |
| Weitere Bilder | ND 07  | Eula     | unb.  | östliche Eiche an der Eula, nördlich Kesselshain, östlich Staatsstraße 242  | 51° 8′ 52″ N, 12° 30′ 45″ O (Flurstück-Nr. 296/2)  | SG Naturschutz: VO 2020-07-15 |
| Weitere Bilder | ND 08  | Haubitz  | unb.  | Stieleiche (Quercus robur) auf dem Kreisel in Haubitz                       | 51° 9′ 7″ N, 12° 29′ 23″ O (Flurstück-Nr. 29/5)    | SG Naturschutz: VO 2020-07-15 |
| Bild gesucht   | ND 09  | Thräna   | unb.  | Tulpenbaum, auf Grundstück Weststraße 18 in Thräna                          | 51° 4′ 17″ N, 12° 28′ 6″ O (Flurstück-Nr. 15/4)    | SG Naturschutz: VO 2020-07-15 |
| Bild gesucht   | ND 10  | Zedlitz  | unb.  | Blutbuche am Herrenhaus in Zedlitz, östlich Wyhra                           | 51° 6′ 19″ N, 12° 30′ 34″ O (Flurstück-Nr. 175/24) | SG Naturschutz: VO 2020-07-15 |
| Bild gesucht   | ND 11  | Zedlitz  | unb.  | Eiche am Zwölfbogenweg in Plateka, westlich Wyhra                           | 51° 6′ 7″ N, 12° 30′ 39″ O (Flurstück-Nr. 228/3)   | SG Naturschutz: VO 2020-07-15 |

## Flächennaturdenkmale
| Bild         | FND-Nr.    | Name                                             | Beschreibung | Verordnet  | Fläche   | Koordinaten                 | Quellen                                    |
| ------------ | ---------- | ------------------------------------------------ | --- | ---------- | -------- | --------------------------- | ------------------------------------------ |
| Bild gesucht | l_la: 87   | Bruchgebiet südlich Gartensparte Erholung        | Waldbiotop südlich Speicher Witznitz, nördlich Wyhra und B 176                                                                           | 07.09.1983 | 2.952 m² | 51° 7′ 46″ N, 12° 28′ 53″ O | Beschluss RdK Borna 41/20/83               |
| Bild gesucht | l_la: 88   | alter Überlauf Wyhramühlgraben                   | Feuchtbiotop am alten Überlauf des Mühlgraben zur Wyhra, nordöstlich Ortslage Zedtlitz                                                   | 05.07.1978 | 487 m²   | 51° 6′ 32″ N, 12° 30′ 16″ O | Beschluss RdK Borna 3.2/13/78 und 41/20/83 |
| Bild gesucht | l_la: 89   | Kuhteiche südlich Freibad                        | Teichbiotop zwischen Wyhra und Mühlgraben, südliche Ortslage Borna                                                                       | 07.09.1983 | 1.039 m² | 51° 6′ 51″ N, 12° 30′ 15″ O | Beschluss RdK Borna 41/20/83               |
| Bild gesucht | l_la: 90-1 | Zedtlitzer Grund (West)                          | westlicher Teil des Feuchtbiotops (getrennt durch Verlauf A 72) entlang des Bürschgraben, südlich Ortslage Zedtlitz                      | 26.04.1987 | 633 m²   | 51° 5′ 48″ N, 12° 31′ 26″ O | Beschluss RdK Borna 344/91/87              |
| Bild gesucht | l_la: 90-2 | Zedtlitzer Grund (Ost)                           | östlicher Teil des Feuchtbiotops (getrennt durch Verlauf A 72) entlang des Bürschgraben und Schenkenteiche, südöstlich Ortslage Zedtlitz | 26.04.1987 | 3.243 m² | 51° 5′ 51″ N, 12° 32′ 4″ O  | Beschluss RdK Borna 344/91/87              |
| Bild gesucht | l_la: 92   | Feldlache Wilhelmsschacht                        | Feuchtbiotop neben Gewerbegebiet Am Wilhelmsschacht, neben B 93 südlich Ortslage Borna                                                   | 26.04.1987 | 610 m²   | 51° 6′ 47″ N, 12° 29′ 2″ O  | Beschluss RdK Borna 343/91/87              |
| Bild gesucht | l_la: 93   | Feuchtfläche Thräna                              | Feuchtwiese am Pleiße-Überleiter zum Speicherbecken Borna, westlich B 93                                                                 | 05.07.1978 | 1.176 m² | 51° 5′ 24″ N, 12° 27′ 47″ O | Beschluss RdK Borna 3.2/13/78              |
| Bild gesucht | l_la: 120  | Feuchtfläche und Erosionsrinne am Speicher Borna | Feuchtbiotop entlang dem südlichen Zuleiter zum Speicherbecken Borna, westlich B 93                                                      | 26.04.1987 | 4.849 m² | 51° 6′ 8″ N, 12° 27′ 34″ O  | Beschluss RdK Borna 343/91/87              |